# Ryosuke Kinoshita
Ryosuke Kinoshita, japanska: 木下 稜介; Kinoshita Ryosuke, född 16 juli 1991 i Nara prefektur, är en japansk professionell golfspelare som spelar för Japan Golf Tour och Asian Tour. Han har tidigare spelat bland annat på PGA Tour och för Liv Golf.
Kinoshita har vunnit tre Japan-vinster. Han spelade 2021 års The Open Championship och slutade på delad 59:e plats. Kinoshitas bästa placering för Liv Golf var en delad 14:e plats vid Liv Golf Invitational London, som spelades på Centurion Club. Han fick 360 000 amerikanska dollar i prispengar för den placeringen.